# Storträsket (Lycksele socken, Lappland)
Storträsket är en sjö i Lycksele kommun i Lappland och ingår i Umeälvens huvudavrinningsområde. Sjön har en area på 0,34 kvadratkilometer och ligger 252,1 meter över havet.

## Delavrinningsområde
Storträsket ingår i det delavrinningsområde (718797-161974) som SMHI kallar för Inloppet i Mettjaurkalven. Medelhöjden är 290 meter över havet och ytan är 5,12 kvadratkilometer. Det finns inga avrinningsområden uppströms utan avrinningsområdet är högsta punkten. Vattendraget som avvattnar avrinningsområdet har biflödesordning 3, vilket innebär att vattnet flödar genom totalt 3 vattendrag innan det når havet efter 181 kilometer. Avrinningsområdet består mestadels av skog (79 procent). Avrinningsområdet har 0,34 kvadratkilometer vattenytor vilket ger det en sjöprocent på 6,6 procent.